# Ель-Аюн
Ель-Аю́н (араб. العيون, трансліт. al-ʕayūn [al ʕajuːn], locally [ˈləʕjuːn] ( прослухати), досл. «Джерела»; фр. Laayoune [la.ajun]; ісп. El Aaiún Spanish: [el (a)aˈʝun] ( прослухати)) — найбільше місто в Західній Сахарі. Перебуває під контролем марокканської адміністрації, головне місто однієї з областей Марокко — Ель-Аюн — Сакія-ель-Хамра, столиця Сахарської Арабської Демократичної Республіки (заявлено).

## Природні умови

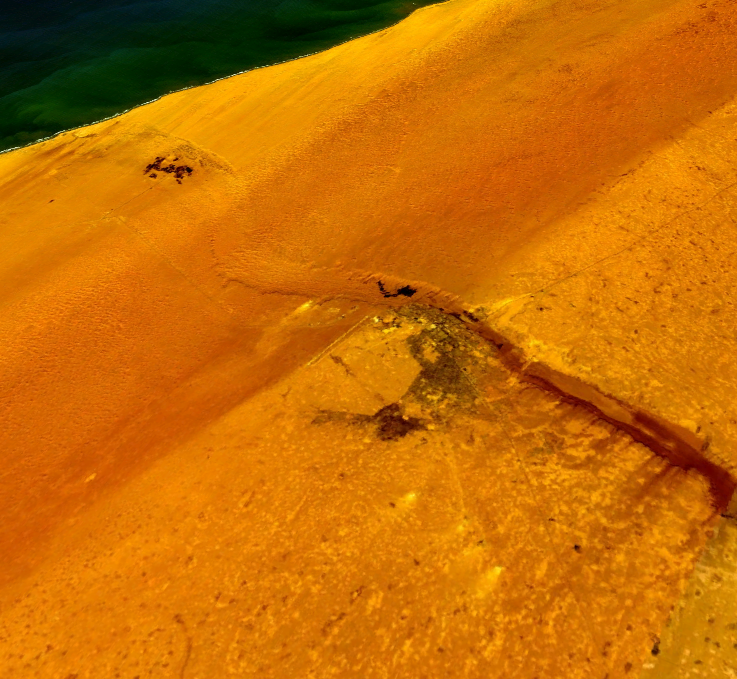
Ель-Аюн. Супутниковий знімок

Місто розташоване приблизно за 20 км від Атлантичного узбережжя, в оазі на лівому (південному) березі ваді (річкової долини) Хамра. Рельєф місцевості дюнний. Тропічний сухий клімат пом'якшується близькістю океану. Рослинність представлена фініковими пальмами, інжирними деревами і акаціями. З тварин водяться дрібні гризуни і плазуни.
Місто розташоване на двох рівнях — нижня частина, включаючи колишній центр з іспанським собором, у долині уед Хамра, і верхня частина, де розташована міська адміністрація і Велика мечеть — на плато вище берега ваді.
Вище Ель-Аюна долина Хамра перегороджена дамбою, у результаті чого утворено водосховище. по дамбі проходить національна дорога R1.
Місто не виходить до океану, проте на узбережжі океану розташований порт, пов'язаний з Ель-Аюном автодорогою.

## Клімат
Клімат Ель-Аюна набагато м'якіший, ніж для аналогічних регіонів в глибині материка внаслідок охолоджуючого впливу Канарської течії.
Місто знаходиться у зоні, котра характеризується кліматом тропічних пустель. Найтепліший місяць — серпень із середньою температурою 25 °C (77 °F). Найхолодніший місяць — січень, із середньою температурою 16.7 °С (62 °F).
| Клімат Ель-Аюна         | Клімат Ель-Аюна | Клімат Ель-Аюна | Клімат Ель-Аюна | Клімат Ель-Аюна | Клімат Ель-Аюна | Клімат Ель-Аюна | Клімат Ель-Аюна | Клімат Ель-Аюна | Клімат Ель-Аюна | Клімат Ель-Аюна | Клімат Ель-Аюна | Клімат Ель-Аюна | Клімат Ель-Аюна |
| Показник                | Січ.            | Лют.            | Бер.            | Квіт.           | Трав.           | Черв.           | Лип.            | Серп.           | Вер.            | Жовт.           | Лист.           | Груд.           | Рік             |
| Абсолютний максимум, °C | 28              | 33              | 37              | 41              | 38              | 37              | 43              | 47              | 40              | 38              | 33              | 30              | 47              |
| Середній максимум, °C   | 20              | 20              | 22              | 22              | 22              | 24              | 26              | 28              | 27              | 25              | 24              | 20              | 23              |
| Середня температура, °C | 16              | 17              | 19              | 18              | 20              | 21              | 23              | 25              | 24              | 22              | 20              | 17              | 20              |
| Середній мінімум, °C    | 12              | 13              | 16              | 15              | 16              | 18              | 20              | 21              | 20              | 18              | 16              | 13              | 17              |
| Абсолютний мінімум, °C  | 5               | 6               | 8               | 10              | 11              | 11              | 12              | 17              | 16              | 8               | 2               | 6               | 2               |
| Норма опадів, мм        | 10              | 10              | 10              | 10              | 10              | 10              | 10              | 10              | 10              | 10              | 10              | 10              | 120             |
| Днів з опадами          | 3               | 3               | 1               | 1               | 1               | 1               | 1               | 1               | 0               | 2               | 1               | 3               | 18              |
| Днів з дощем            | 3               | 3               | 1               | 1               | 1               | 1               | 1               | 1               | 0               | 2               | 1               | 3               | 18              |
| Вологість повітря, %    | 65              | 70              | 65              | 70              | 70              | 70              | 75              | 75              | 75              | 75              | 70              | 70              | 70.8            |
| ----------------------- | --------------- | --------------- | --------------- | --------------- | --------------- | --------------- | --------------- | --------------- | --------------- | --------------- | --------------- | --------------- | --------------- |
| Джерело: Weatherbase    |                 |                 |                 |                 |                 |                 |                 |                 |                 |                 |                 |                 |                 |

## Населення, мова, віросповідання
Населення Ель-Аюна — 192 639 осіб (2008), при цьому в столиці живе половина населення країни. Національний склад його практично однорідний — 95 % сахраві (араби Західної Сахари, або маври). У місті проживає 8 тис. європейців. Державною мовою є арабська, у повсякденному спілкуванні використовується діалект хасанія. Панівна релігія — іслам.
Населення Ель-Аюна по роках:
| 1982   | 1994    | 1999    | 2004    | 2006    | 2009    | 2013    |
| ------ | ------- | ------- | ------- | ------- | ------- | ------- |
| 93,875 | 136,950 | 169,000 | 183,691 | 188,084 | 194,668 | 270,000 |

## Історія

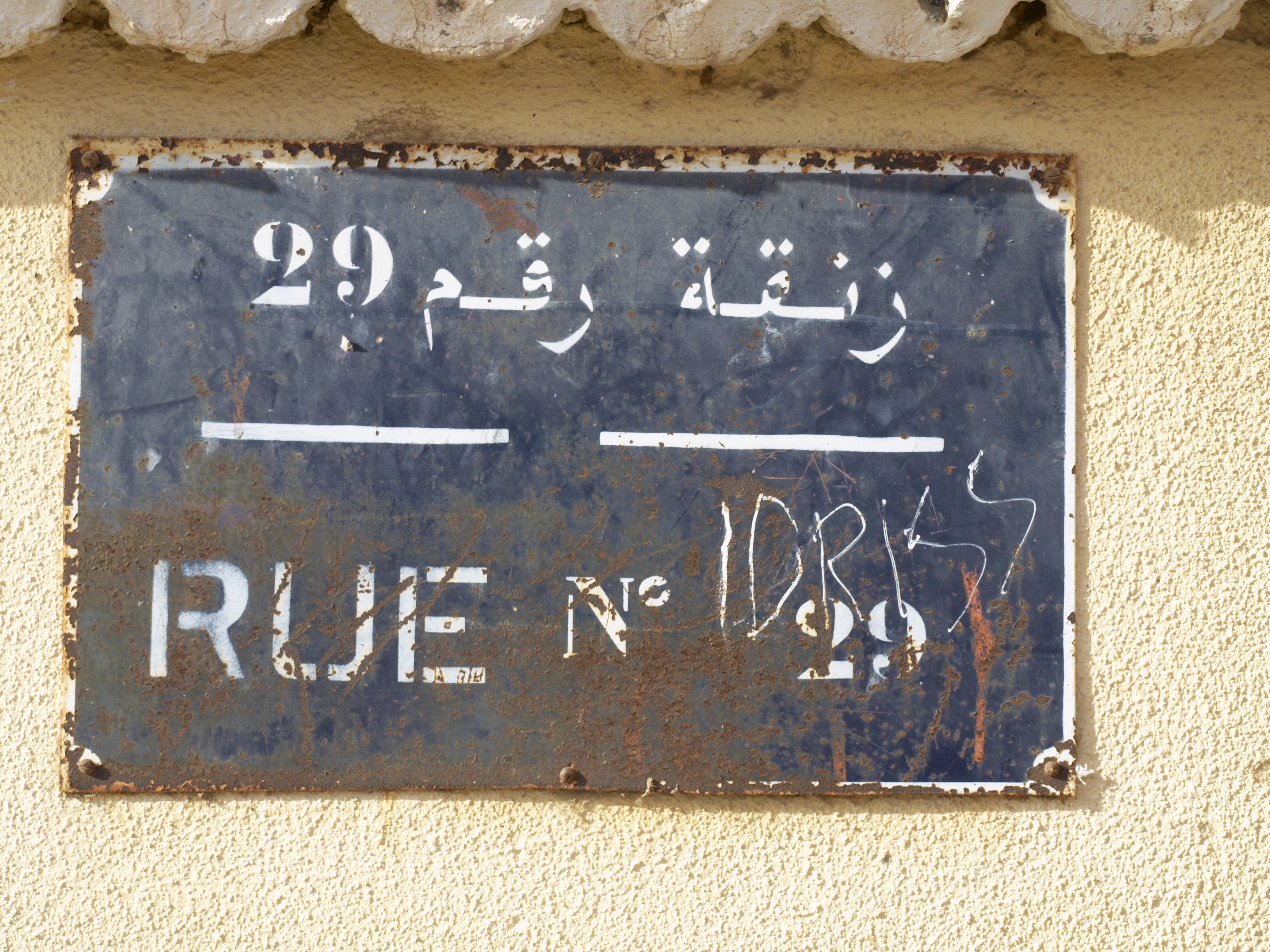
Табличка з номером вулиці в Ель-Аюні

Перші поселення на території сучасної столиці відносяться до X століття, що пов'язано з вдалим розташуванням в оазі. Як місто Ель-Аюн відомий з 1936 року, поселення було засновано іспанцями після колонізації Західної Сахари. До 1958 місто входило до складу іспанського протекторату, а з 1961 року — до складу заморської провінції Іспанії.
У 1975 році, після виведення іспанських військ, король Марокко Хасан II, який давно заявляв територіальні претензії на Західну Сахару, оголосив так званий Зелений марш, у ході якого 350 тисяч марокканців перетнули кордон Західної Сахари і зайняли її населені пункти, у тому числі Ель-Аюн. З цього моменту місто контролюється Марокко. У 1976 році Народний фронт за звільнення Сегієт-ель-Хамра і Ріо-де-Оро (ПОЛІСАРІО) проголосив створення Сахарської Арабської Демократичної Республіки, столицею якої і був оголошений Ель-Аюн. Однак остаточну незалежність країна не здобула й досі, її уряд перебуває у вигнанні. З точки зору Марокко, Ель-Аюн є адміністративним центром області Ель-Аюн-Буждур-Сагіет-ель-Хамра. З початку марокканської окупації місто істотно збільшилося, і багато вулиць не мають назв, а позначені номерами.
В Ель-Аюні розташована штаб-квартира миротворчої місії ООН з референдуму в Західній Сахарі (MINURSO), і в місті є підвищена присутність військовослужбовців ООН. Зокрема, співробітники ООН повністю займають найпрестижніший в місті, побудований ще в колоніальні часи, готель Парадор.

## Культурне значення

Іспанський собор

Ель-Аюн, у силу свого невеликого віку і невдалого розташування, ніколи не грав роль значного культурного центру. У місті збереглося невелике число пам'яток, зокрема, руїни іспанського форту, Велика мечеть Мулай Абдель-Азіз, історичний музей і ремісничий ринок.
В Ель-Аюні зберігся також іспанський собор, який, хоч і не діє, до сих пір належить католицькій церкви. Це одна з двох християнських церков, що збереглися на території Західної Сахари.
Більшість будівель Ель-Аюну пофарбовано в один зі світлих відтінків коричневого кольору (палена Сієна).

## Транспорт

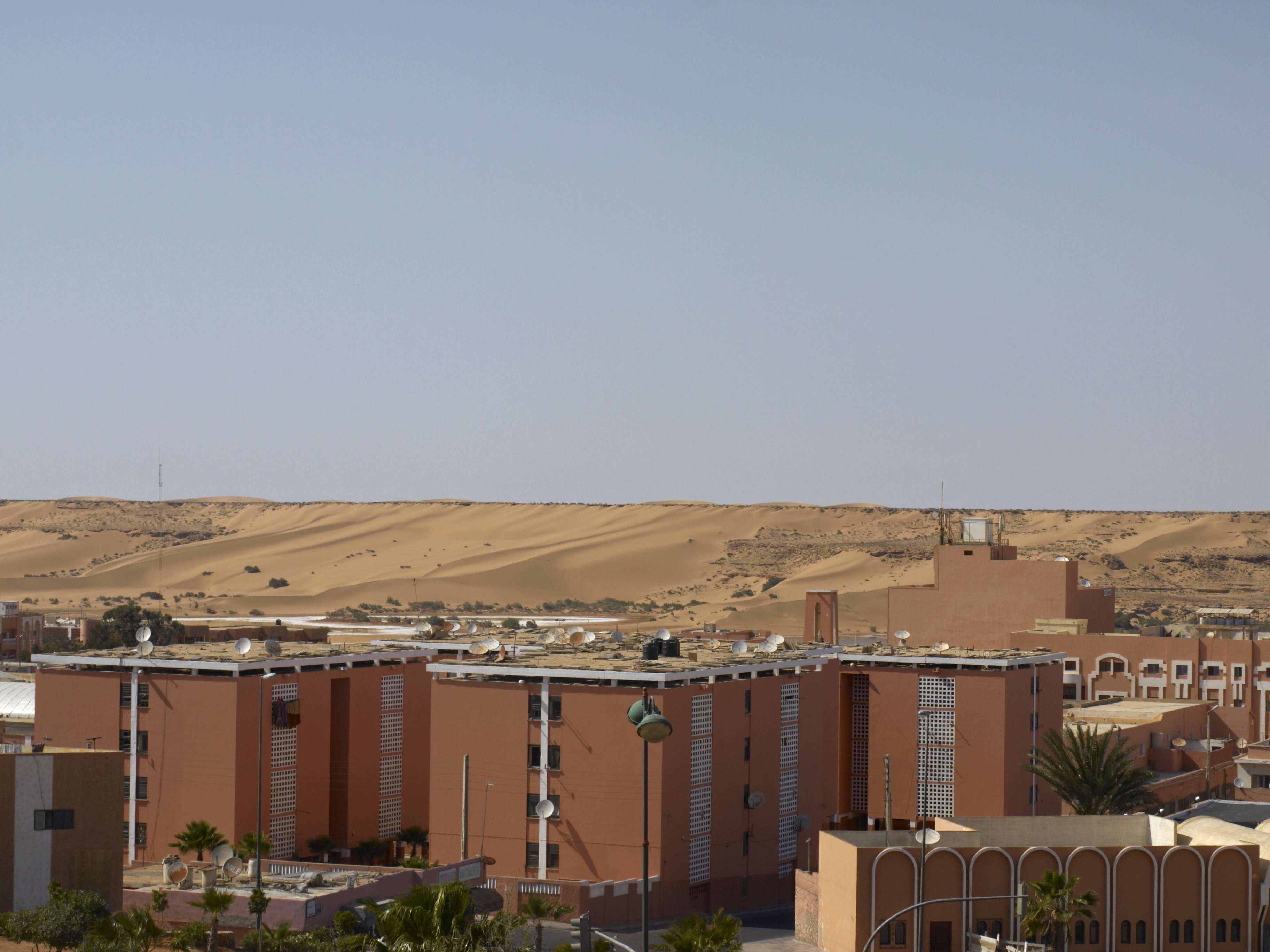
Дюни за долиною Сегієт-ель-Хамра

У місті є аеропорт (IATA: EUN — ICAO: GMML/GSAI) з двома злітно-посадковими смугами довжиною 2700 і 2500 метрів.
За декілька кілометрів на схід від міста, по дамбі, що перегороджує ваді Хамра, проходить дорога N1, одна з основних транспортних магістралей Марокко, що з'єднує Ель-Аюн з Танжером, Касабланкою, Агадіром на півночі і Дахлою на півдні. У південному напрямку дорога виходить за межі Західної Сахари і йде далі в Мавританію і Сенегал, закінчуючись у Дакарі.
В Ель-Аюні існує автостанція, місто пов'язане прямим автобусним сполученням з Агадіром і Марракешем.
На узбережжі Атлантичного океану, приблизно за 20 км від міста, є порт.